# 辛修姃
辛修姃（韓語：신수정，1984年2月12日—），或譯申秀晶，韓國女演員。

## 簡歷
釜山出身的辛修姃在就讀中學時，曾參加大型娛樂公司舉辦的選秀活動並被邀請簽約，由於她的父母強烈反對，所以她放棄了成為歌手的夢想。然而直到就讀大學，她仍持續收到一家經紀公司的邀約，後來她說服了父母，在完成大學三年級的課程後隻身搬到首爾，繼續實現她的歌手夢想。在準備簽約之前，她的熟人邀請電視劇編劇崔允晶事先幫助她了解合約的内容與條件，在過程中崔允晶建議她改當演員，於是她放棄簽約，選擇加入崔允晶經營的經紀公司，在2007年以演員身份出道。
2010年，她首次擔綱要角，在崔允晶編寫的日日劇《三姊妹》中飾演無惡不作的反派角色高智英，但此後她收到的演出邀請皆為飾演反派角色，為了擺脫惡女形象，她一度中斷了演藝活動，轉行成為一名數學補習老師。2014年，她加入新的經紀公司，並通過崔允晶編寫的日日劇《就要相愛》復出。

## 個人生活
辛修姃在2017年6月17日與相戀一年零六个月的經紀公司代表金桂賢（韓語：김계현）結婚，並於2018年2月19日誕下女兒。

## 演出作品

### 電視劇
- 2007年：SBS《相愛的人啊》飾演 姜秘書
- 2007年：KBS《孟孔書堂（朝鲜语：맹꽁서당）》飾演 修姃公主
- 2007年：SBS《王和我》
- 2008年：MBC《貝多芬病毒》
- 2010年：SBS《三姊妹》飾演 高智英
- 2014年：SBS《就要相愛》飾演 賢珠
- 2015年：JTBC《D-Day》飾演 林成美
- 2015年：MBC《華麗的誘惑》飾演 韓善華
- 2018年：MBC《我身後的陶斯》飾演 民俊的媽媽
- 2020年：MBC《The Game：向著零時》飾演 李博士
- 2020年：KBS《結過一次了》飾演 朴智妍
- 2022年：TVING《只是還沒全力以赴（朝鲜语：아직 최선을 다하지 않았을 뿐）》飾演 秋媛愛
- 2022年：MBC《医法刑事》飾演 劉佳延[6]
- 2022年：TVING《Yonder（朝鲜语：욘더）》飾演 金恩熙
- 2022年：tvN《王后傘下》飾演 金昭仪
- 2023年：JTBC《代理公司》飾演 吳秀珍
- 2024年：Disney+《華仁緋聞》飾演 尹秘書

### 電影
- 2017年：《藝術家：重生（朝鲜语：아티스트: 다시 태어나다）》飾演 拍賣師

## 外部連結
- 官方网站